# Yucatánzaunkönig
Der Yucatánzaunkönig (Campylorhynchus yucatanicus) ist eine Vogelart aus der Familie der Zaunkönige (Troglodytidae), die in Mexiko endemisch ist. Der Bestand wird von der IUCN als potenziell gefährdet (Near Threatened) eingeschätzt. Die Art gilt als monotypisch.

## Merkmale

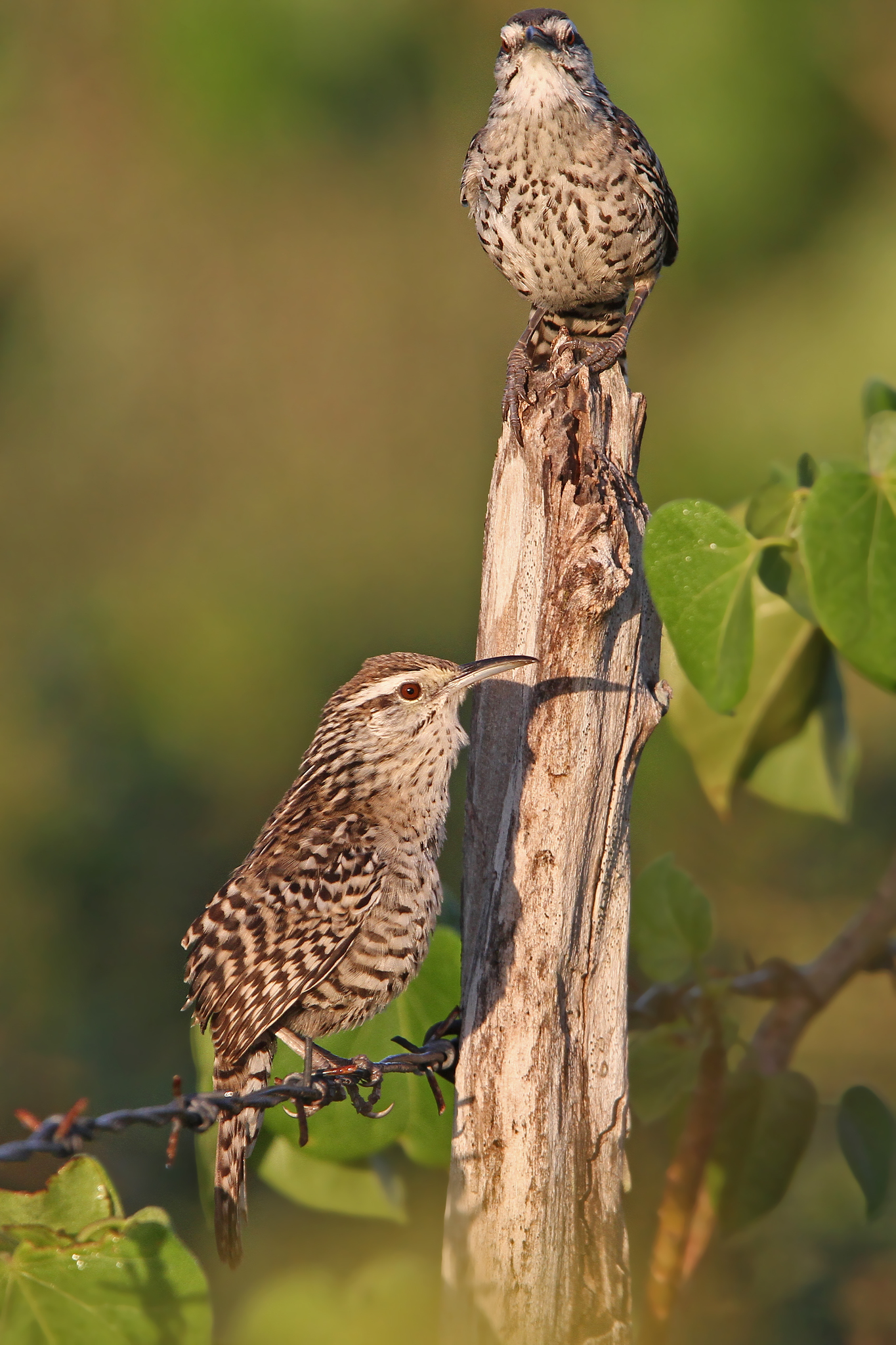
Zwei Yucatánzaunkönige

Der Yucatánzaunkönig erreicht eine Körperlänge von etwa 18,0 cm bei einem Gewicht von ca. 31,0 bis 40,0 g. Er hat einen schmutzig weißen Überaugenstreif, dunkelbraunen Augenstreif und fein bräunlich grau gestrichelte Ohrdecken. Der Oberkopf ist bräunlich grau, die Schultern und der Rücken dunkelbraun mit weißen Längsstreifen. Die Handschwingen und die Armschwingen sind auffallend schmutzig weiß und matt schwarzbraun gestreift, wobei die großen und kleinen Handdecken matt schwarz und schmutzig weiß gestreift sind. Der Schwanz hat schwärzlich braune und grauweiße Binden. Das Kinn, die Kehle und die Brust sind schmutzig weiß mit feinen Längsstreifen, die an der Brust stärker ausfallen. Die Hinterflanken sind verstreut gestreift, die Unterschwanzdecken mit matt schwärzlichen Binden.  Die Augen sind rotbraun, der Schnabel grauschwarz mit etwas blasser gräulich hornfarbener Basis am Unterschnabel und dunkelgrauen Beinen. Beide Geschlechter ähneln sich im Aussehen. Bei Jungtiere sind die Markierungen weniger klar gezeichnet, die Streifen an den Flügeldecken gelbbraun. Die Augen wirken bräunlich.

## Verhalten und Ernährung
Die Ernährung des Yucatánzaunkönigs ist praktisch nicht erforscht. Bei der Futtersuche ist er in Paaren und Familiengruppen unterwegs. Hierbei sucht er in den Straten vom Boden bis in der niederen Vegetation.

## Lautäußerungen
Der Gesang des Yucatánzaunkönigs besteht aus einer Serie von vier bis fünf wiederholten Lauten, die beispielsweise wie tschick tsche-wa tschooo klingen. Er unterscheidet sich merklich vom Gesang des Kaktuszaunkönigs (Campylorhynchus brunneicapillus (Lafresnaye, 1835)). Es kommt relativ häufig zum Duett der Geschlechter. Der Alarmruf ist ein hartes Brummen.

## Fortpflanzung
Die Brutsaison des Yucatánzaunkönigs ist von Mai bis Juli. Das Nest wird von beiden Geschlechtern gebaut. Es ist ein eiförmiger Grasball mit Seiteneingang, meist ca. zwei bis drei Meter über dem Boden im Busch gebaut. Das Nest ist nicht so kugelförmig wie das des Kaktuszaunkönigs und nur selten im Kaktus gebaut. Er baut mehrere Nester, die vermutlich als Schlafnester dienen. Die Eier sind bisher nicht beschrieben. Ein Gelege besteht aus durchschnittlich drei Eiern. Die Bebrütung dauert 15 bis 17 Tage. Mit 14 bis 19 Tage werden die Nestlinge flügge. Die Fütterung der Küken erfolgt durch beide Elternteile, gelegentlich durch Helfer. Laut einer Studie überlebt 46 % der Brut, der Rest wird meist Opfer von Prädatoren.

## Verbreitung und Lebensraum

Verbreitungsgebiet des Yucatánzaunkönigs

Der Yucatánzaunkönig bevorzugt die küstennahen Gebüschlandschaften mit drei bis sechs Meter hohen verstreuten Büschen. Gelegentlich sieht man ihn an Opuntien. Seltener findet man ihn an den Rändern von Weidenbüschen. Sein Verbreitungsgebiet geht nur wenige Kilometer ins Landesinnere. Er kommt an der Nordküste der Halbinsel Yucatán vermutlich von Celestún östlich bis El Cuyo vor.

## Migration
Der Yucatánzaunkönig ist ein Standvogel.

## Schutzstatus
Der Yucatánzaunkönig hat nur ein sehr eingeschränktes Verbreitungsgebiet. Am häufigsten ist er in ungestörtem Habitat, deutlich weniger in teilweise gestörtem Lebensraum wie den Rändern von Feldern. Zu einem gewissen Maße scheint er mit gestörter Umwelt zurechtzukommen. Er kommt in einigen geschützten Gebieten wie im Reserva de la biosfera Ría Celestún, nahe San Felipe oder dem Parque Natural Ria Lagartos vor. Sein Weiterbestehen wäre stark gefährdet, wenn die Entwicklung der Küste ähnlich intensiv wie an der Ostküste Yucatáns fortschreiten würde. Bisher gibt es noch keine solchen Entwicklungen, doch sollten Urlaubsresorts wie an der Achse von Cancún bis Playa del Carmen vermieden werden.

## Etymologie und Forschungsgeschichte
Die Erstbeschreibung des Yucatánzaunkönigs erfolgte 1934 durch Carl Eduard Hellmayr unter dem wissenschaftlichen Namen Heleodytes brunneicapillus yucatanicus. Das Typusexemplar wurde von George Franklin Gaumer am Río Lagartos im Bundesstaat Yucatán gesammelt. 1824 führte Johann Baptist von Spix die für die Wissenschaft neue Gattung Campylorhynchus ein. Dieser Name leitet sich von »campylos, camptō καμπυλος, καμπτω« für »gebogen, biegen« und »rhynkhos ῥυγχος« für »Schnabel« ab. Der Artname »yucatanicus« bezieht sich auf den Bundesstaat, in dem der Balg gesammelt wurde.